# Vrba (Kraljevo)
Vrba (szerbül: Врба), település Szerbiában, a Raškai körzet Kraljevoi községében.

## Népesség
- 1948-ban 811 lakosa volt.
- 1953-ban 858 lakosa volt.
- 1961-ben 900 lakosa volt.
- 1971-ben 1 004 lakosa volt.
- 1981-ben 1 224 lakosa volt.
- 1991-ben 1 320 lakosa volt.
- 2002-ben 1 286 lakosa volt, akik közül 1 243 szerb (96,65%), 20 montenegrói, 1 szlovén, 1 ukrán, 20 ismeretlen.